# Хакимов, Рамиль Гарафович
Рамиль Гарафович Хакимов (баш. Рәмил Ғәрәф улы Хәкимов; 13 июня 1932, Уфа, Башкирская АССР — 29 июня 1999, Уфа, Башкортостан) — башкирский писатель и переводчик, журналист. Член Союза писателей (1964). Лауреат премии имени Салавата Юлаева (1976).

## Биография
Хакимов Рамиль Гарафович родился 13 июня 1932 года в городе Уфе Башкирской АССР. Окончил школу № 11.
В 1954 году окончил Башкирский педагогический институт имени К. А. Тимирязева (ныне Уфимский университет науки и технологий).
В 1954—1956 гг. работал литературным сотрудником в газете «Советская Башкирия», а в 1956—1960 гг. — заведующим отделом, заместителем редактора газеты «Ленинец».
Многие годы руководил литературным объединением при газете «Ленинец».
Умер 29 июня 1999 года, был похоронен на Мусульманском кладбище Уфы.

## Творческая деятельность
Начал публиковаться в 1951 году. В 1963 году был издан его первый сборник стихотворений «Сердце на ладони». Далее вышли поэтические сборники «Верность времени» (1982), «Голос космоса и колосьев» (1969).
В книге очерков «Здесь Азия встречается с Европой» (1967), «На семи дорогах» (1974) и других Хакимов описывает республику и её жителей: нефтяников и хлеборобов, химиков и кумысоделов, металлургов и лесников. В сборниках очерков «Десять тостов — и все за Грузию» (1969), «Радуга Азербайджана» (1974) и «Радостный край» (1975) основной темой произведений является дружба народов.
Произведения писателя были переведены на английский, грузинский, казахский, немецкий, польский и другие языки. Рамиль Хакимов перевёл на русский язык повесть «Батырҙар утрауы» (1967; «Остров героев», 1968) Ф. А. Исангулова, роман «Мәскәү юлы» (1968; «Дорога Москвы», 1974) Д. Исламова, произведения Б. Бикбая, Х. Гиляжева, М. Карима и других.
Является автором сценариев телефильмов «Здравствуй, Уфа!» (1962), «Преображённый край» (1965), «60 лет Анасу Асаеву» (1991) и других.